# Методи викладання іноземних мов
Серед найпопулярніших сучасних методів навчання іноземних мов виокремлюють такі:

## Історичний розвиток методів викладання ІМ[1]
| Підхід                                                   | Мета                                               | Зміст                                                                                 | Роль вчителя                                        | Особливості                                                                                   |
| -------------------------------------------------------- | -------------------------------------------------- | ------------------------------------------------------------------------------------- | --------------------------------------------------- | --------------------------------------------------------------------------------------------- |
| Граматико-перекладний (XVIII ст.)                        | Вивчити мову для читання текстів                   | Презентація і вивчення граматичних правил, перекладні вправи                          | Центральна, авторитарна                             | Навчання пров. рідною мовою, наголошування на точності                                        |
| Прямий метод (XIX ст.)                                   | Вільне володіння мовою                             | Усна комунікація, основана на взаємодії „питання-відповідь”                           | Джерело мовлення, має бути носієм мови, ведуча      | Не дозволяється висловлюватись рідною мовою                                                   |
| Метод Пальмера (Велика Британія, 1920-1940)              | Практичне володіння усним мовленням ІМ             | Попереднє пасивне сприймання, напівмеханічне затреновування, заучування слів і речень | Центральна, контролююча, ведуча                     | Розроблений словник найуживанішої лексики, увага на заучування, орієнтація на початковий етап |
| Аудіо-лінгвальний метод (Ч.Фріз, Р.Ладо, США, 1940-1960) | Вільне усне мовлення, правильна вимова і граматика | Діалоги, численні різновиди усних вправлянь                                           | Центральна, активна, ведуча                         | Попередження помилок, наочність, механічне тренування                                         |
| Ситуативний підхід (Велика Британія, 1940-1960)          | Практичне володіння всіма видами МД                | Вправи на повторення, імітацію, підстановку                                           | Центральна, ведуча, контролююча                     | Без РМ, уникання помилок, опора на структури,                                                 |
| Аудіо-візуальний метод (Франція, 1950-і роки)            | Прискорене навчання ІМ, всіх видів МД              | Діалоги-теми, імітація, аналогія (грам.), лінгвокраї-нознавчий аспект                 | Ведуча, контролююча, джерело мовлення, недирективна | Ігнорування РМ, навчання дорослих, широке викор-ня наочності                                  |

## Інтернет джерела: методи викладання іноземних мов
- Total Physical Response – English Methodology

## Зноски
1. ↑  іноземна мова
2. ↑  мовленнєва діяльність
3. ↑  рідна мова